# Compaq Portable series
Las primeras computadoras de Compaq fueron portátiles y dieron vida a la Compaq Portable series o Serie Compaq Portátil. 
Esas computadoras medían aproximadamente 1×1 pies de largo y 2 ½ pulgadas de ancho.
Algunas de las portátiles (Portable y Portable II) tuvieron monitores de CRT, mientras otras (Portable III y Portable 386) tuvieron una pantalla de plasma, plana y de un solo color (generalmente ámbar). 
Las portátiles pudieron tener un Disco duro interno, una Unidad de disco tipo floppy de 5 1/4", una batería eléctrica o un chasis de expansión "dual-isa".

## Máquinas de la Serie
- Compaq Portable XT – Primer computadora de Compaq y primer computadora compatible con la IBM PC
- Compaq Portable Plus
- Compaq Portable II
- Compaq Portable 286
- Compaq Portable III
- Compaq Portable 386
- Compaq Portable 486 y Compaq Portable 486c